# 大松真由美
大松 真由美（おおまつ まゆみ、1970年7月12日 - ）は、日本の元女子サッカー選手。元サッカー日本女子代表。現役時代のポジションはフォワード。

## 来歴
日興證券女子サッカー部ドリームレディースでプレー。1996年からリーグ3連覇し、自身も3年連続でベストイレブンに選出された。しかし、1998年の終わりに、チームが廃部となり、OKI FC Windsに移籍した。しかし、1年でこのクラブも廃部となり退団した。
サッカー日本女子代表では、1997年6月8日、中国代表との試合でデビューした。12月の1997 AFC女子選手権では全5試合に出場、初戦のグアム代表との試合では1得点した。日本は3位だった。また、1999 FIFA女子ワールドカップでもメンバーに選出された（試合出場は無し）。1999年まで通算で12試合に出場し、1得点した。

## タイトル

### クラブ
- 日興證券女子サッカー部ドリームレディース
  - 日本女子サッカーリーグ: 3回 (1996年、1997年、1998年)

### 個人
- 日本女子サッカーリーグ ベストイレブン: 3回 (1996年、1997年、1998年)

## 代表歴
- 1997年6月8日 - 日本女子代表初出場 -  中国戦 (国際親善試合、東京)
- 1997年12月5日 - 日本女子代表初得点 -  グアム戦 (1997 AFC女子選手権、中国・番禺)

### 出場大会など
- 1997 AFC女子選手権（3位）
- 1999 FIFA女子ワールドカップ

### 試合数
| 日本代表 | 国際Aマッチ | 国際Aマッチ |
| 年       | 出場        | 得点        |
| -------- | ----------- | ----------- |
| 1997     | 6           | 1           |
| 1998     | 5           | 0           |
| 1999     | 1           | 0           |
| 通算     | 12          | 1           |

- 出典: なでしこジャパン（日本女子代表）試合別出場記録[1]

### 出場
| #  | 開催日         | 開催地   | 会場                                       | 相手                   | 結果  | 監督   | 大会         |
| -- | -------------- | -------- | ------------------------------------------ | ---------------------- | ----- | ------ | ------------ |
| 1  | 1997年06月08日 | 東京都   | 国立霞ヶ丘競技場陸上競技場                 | 中国                   | ○1-0  | 宮内聡 | キリンカップ |
| 2  | 1997年12月05日 | 番禺     |                                            | グアム                 | ○21-0 | 宮内聡 | アジア選手権 |
| 3  | 1997年12月07日 | 番禺     |                                            | インド                 | ○1-0  | 宮内聡 | アジア選手権 |
| 4  | 1997年12月09日 | 番禺     |                                            | 香港                   | ○9-0  | 宮内聡 | アジア選手権 |
| 5  | 1997年12月12日 | 広州     |                                            | 朝鮮民主主義人民共和国 | ●0-1  | 宮内聡 | アジア選手権 |
| 6  | 1997年12月14日 | 広州     |                                            | チャイニーズタイペイ   | ○2-0  | 宮内聡 | アジア選手権 |
| 7  | 1998年05月17日 | 東京都   | 国立霞ヶ丘競技場陸上競技場                 | アメリカ合衆国         | ●1-2  | 宮内聡 | キリンカップ |
| 8  | 1998年05月21日 | 兵庫県   | 神戸総合運動公園ユニバー記念競技場         | アメリカ合衆国         | ●0-2  | 宮内聡 | キリンカップ |
| 9  | 1998年05月24日 | 神奈川県 | 横浜国際総合競技場                         | アメリカ合衆国         | ●0-3  | 宮内聡 | キリンカップ |
| 10 | 1998年10月24日 | ソウル   |                                            | 韓国                   | △1-1  | 宮内聡 | 国際親善試合 |
| 11 | 1998年10月26日 | ソウル   |                                            | 韓国                   | △1-1  | 宮内聡 | 国際親善試合 |
| 12 | 1999年05月30日 | 京都府   | 京都市西京極総合運動公園陸上競技場兼球技場 | 韓国                   | △1-1  | 宮内聡 | キリンカップ |

### ゴール
| # | 開催年月日    | 開催地 | 対戦国 | 勝敗   | 試合概要           |
| - | ------------- | ------ | ------ | ------ | ------------------ |
| 1 | 1997年12月5日 | 番禺   | グアム | ○ 21-0 | 1997 AFC女子選手権 |